# Perichoresis
Perichoresis (ou Interpenetração) é um termo da teologia cristã encontrado na literatura patrística e novamente em uso entre expoentes como C. Baxter Kruger, Jürgen Moltmann, Miroslav Volf e Ioannis Zizioulas, entre outros. O termo aparece pela primeira vez em Gregório de Nazianzo, mas foi explorado de forma mais ampla na obra de João Damasceno. Ele se refere à mútua interpenetração e coabitação das três pessoas da Trindade.

## Utilização
A relação entre as pessoas na Trindade é intensificada pela relação de perichoresis. Esta coabitação expressa e realiza a irmandade entre o Pai e o Filho, uma forma de intimidade. Jesus compara a unicidade desta coabitação à unicidade da irmandade de sua igreja: «a fim de que todos sejam um, e que, como tu, Pai, és em mim e eu em ti, também sejam eles em nós; para que o mundo creia que tu me enviaste.» (João 17:21).
A tradição teológica tem interpretado esta coabitação como irmandade. João Damasceno, que teve influência no desenvolvimento da doutrina da perichoresis, a descreveu como "interpenetrados". É tal a irmandade na Divindade que o Pai e o Filho não apenas envolvem um ao outro, mas eles também entram um no outro, permeando-se entre si, e habitam um no outro. Um no ser, eles também são sempre um na intimidade de sua amizade.
A devoção deles um ao outro no Espírito Santo pelo Pai e pelo Filho tem conteúdo. Não apenas a procedência do Espírito a partir do Pai para o Filho e do Filho para o Pai expressa seu amor mútuo, pois eles respiram um pelo outro e também se dão um para o outro. Na processão do Espírito do Pai, Ele se dá ao Filho; na processão do Espírito do Filho para o Pai, o Filho se dá para o Pai, pois a processão, como a geração do Filho, é a ida do ser do Pai para o Filho e vice-versa, na forma do Espírito Santo.

## Perichoresisx Co-inerência
Perichoresis não deve ser confundida com co-inerência. O autor Charles Williams descreve a perichoresis das pessoas da Trindade se utilizando da palavra "co-inerência", uma palavra que tradicionalmente tem sido usada para descrever a coabitação plena das naturezas humana e divina na pessoas de Jesus Cristo. Mesmo que Willians se utilize de "co-inerência" de forma que ela possa ser interpretada como sinônima de perichoresis, elas não são intercambiáveis. A doutrina ecumênica cristã da encarnação enfatiza que as duas naturezas de Jesus são "co-inerentes" a uma pessoa (hipóstase). Jesus, portanto, é completamente divino e completamente humano e nunca tem apenas uma natureza. Sendo assim, duas naturezas num único ser (a chamada união hipostática). Por outro lado, o Credo de Niceia estabelece que Deus é uma ousia (essência/natureza) em três hipóstases (a chamada consubstancialidade trinitária). A nuance pode parecer sutil, mas tem importantes consequências sobre a doutrina da Trindade, que foi calorosamente debatida durante os primeiros anos da Igreja. Enquanto o conceito de "perichoresis" descreve a mútua interpenetração das hipóstases (pessoas) da Trindade que são individualmente e juntas de uma mesma ousia (essência), o conceito de "co-inerência" foca em duas ousias (naturezas/essências) estando presentes em uma mesma hipóstase (pessoa) - no caso, a de Jesus. Descrever a perichoresis trinitária em termos de co-inerência carrega o risco de implicar que as pessoas da Trindade são de ousias diferentes quando, na realidade, o Credo de Niceia explicitamente nega essa possibilidade.

## Etimologia
Perichoresis vem do grego peri- ("à volta") e chorein ("conter").